# Frederick N. Tebbe
Frederick Nye Tebbe (* 20. März 1935 in Oakland; † 28. September 1995 in Hockessin) war ein US-amerikanischer Chemiker, dessen Tätigkeitsschwerpunkt im Bereich der Metallorganischen Chemie lag.

## Leben
Frederick Tebbe studierte Chemie an der Pennsylvania State University. Sein Forschungsschwerpunkt lag dabei im Bereich der Synthese von Dibortetrachlorid aus Bortrichlorid und Quecksilber. Anschließend studierte er ein Jahr lang Psychologie und Philosophie an der Montana State University. An der Indiana University trat er dann der Arbeitsgruppe um Riley Schaeffer bei.
Tebbe synthetisierte pyrophore und explosive Verbindungen. Außerdem nutzte er die 10B-NMR-Spektroskopie, um den Mechanismus der Aggregation von Boranen zu den Homologen Tetraboran, Pentaboran und Pentaboran(11) zu verstehen. Er zeigte, dass mit 10B angereichertes Diboran in Diethylether schnell alle zehn Borpositionen im B10H13−-Anion austauscht. 1963 stellte er seine Dissertation mit dem Titel Studies of Interconversions of Boron Hydrides fertig.
Als Postdoc verbrachte er zwei Jahre bei Frederick Hawthorne an der University of California, Riverside. Während dieser Zeit erweiterte er die Zahl bekannter Carborane um die polyedrischen Carborane B9C2H11, B8C2H10, B7C2H9 und B6C2H8, das B7C2H13-System und dessen Derivate.
1965 wurde Tebbe von Earl Muetterties in der zentralen Forschungsabteilung von DuPont de Nemours angestellt, wo er in der Gruppe von George W. Parshall arbeitete. Tebbe untersuchte dort unter anderem mittels NMR-Spektroskopie die stereochemische Nichtrigidität fünf-, sechs- und siebenfach koordinierter Moleküle. Im Bereich der Schwefelchemie arbeitete er bei DuPont mit Herbert W. Roesky zusammen.
Zusammen mit George W. Parshall untersuchte er Übergangsmetallhydride und das Verhalten von Aluminiumorganischen Verbindungen und Zinkorganischen Verbindungen mit Übergangsmetallkomplexen. Das Ziel bestand darin, Ziegler-Natta-Katalysatoren besser zu verstehen, indem die Rollen des Übergangsmetalls und des Aluminiumalklylpromotors unabhängig voneinander verstanden wurden. In ihren Publikationen befassten sie sich zunächst mit der Deuterierung durch Metallhydride und mit Hydridderivaten von Niobocen und Tantalocen. Es folgten Publikationen über die Olefinhomologisierung mit Titanmethylenverbindungen und über die titankatalysierte Olefinmetathese in den Jahren 1978 und 1979. In Tebbes Notizbuch existierten hierzu allerdings bereits im Juli 1974 Aufzeichnungen.
Der Nobelpreisträger Richard R. Schrock arbeitete während seiner Zeit bei DuPont (1972–1974) im gleichen Labor wie Tebbe. Die für die Tebbe-Methylenierung verwendete Tebbe-Reagenz wurde von Robert Grubbs nach Tebbe benannt.
Tebbe war auch an der Entwicklung von Katalysatoren für Polyethylen und elastomeres Polypropylen unter Verwendung von Titan-, Zirconium- und Hafnium-Katalysatoren beteiligt.
Später beschäftigte Tebbe sich unter anderem mit der Struktur von Schwefel in Lösung und mit Buckminsterfulleren. Im Jahr 1993 beendete er seine Tätigkeit bei DuPont.